# Lee Konitz Meets Jimmy Giuffre
Lee Konitz Meets Jimmy Giuffre est un album de jazz de Lee Konitz et Jimmy Giuffre enregistré et publié en 1959.

## Historique
Cet album, enregistré à New York, le 12 et le 13 mai 1959,  a été initialement publié par le label Verve Records (MGV 8335)
Il a été réédité sous plusieurs formes (sous des titres parfois assez fantaisistes et/ou trompeurs).
On citera : 
- Lee Konitz Meets Jimmy Giuffre (Verve Records), double cd, incluant deux autres albums "Verve", un album de Konitz avec Bill Russo (Lee Konitz with Strings, 1958) et un de Giuffre avec un orchestre à cordes (Piece For Clarinet And String Orchestra / Mobiles, 1959)
- Lee Konitz Meets Jimmy Giuffre (Fresh Sound Records), double cd incluant aussi l'album You and Lee.
- Bill Evans & Lee Konitz play arrangement of Jimmy Giuffre[1] (Lonehill Jazz Spain), double cd incluant aussi l'album You and Lee

## Titres de l’album
| No | Titre                    | Auteur                            | Durée |
| -- | ------------------------ | --------------------------------- | ----- |
| 1. | Palo Alto                | Lee Konitz                        | 3:08  |
| 2. | Darn That Dream          | Eddie DeLange, Jimmy Van Heusen   | 4:19  |
| 3. | When Your Lover Has Gone | Einar A. Swan                     | 5:02  |
| 4. | Cork 'n Bib              | Lee Konitz                        | 9:50  |
| 5. | Somp'm Outa' Nothin'     | Jimmy Giuffre                     | 4:29  |
| 6. | Someone to Watch over Me | George Gershwin, Ira Gershwin     | 3:36  |
| 7. | Uncharted                | Jimmy Giuffre                     | 3:55  |
| 8. | Moonlight In Vermont     | John Blackburn, Karl Suessdorf    | 3:59  |
| 9. | The Song Is You          | Jerome Kern, Oscar Hammerstein II | 3:55  |

## Personnel
- Lee Konitz, Hal McKusick : saxophone alto
- Ted Brown, Warne Marsh : saxophone ténor
- Jimmy Giuffre : saxophone baryton et arrangement
- Bill Evans : piano
- Buddy Clark : contrebasse
- Ronny Free : Batterie

## Note
1. ↑  Le label "surfe" sur la notoriété actuelle du pianiste : Bill Evans n'était que sideman pour ces sessions